# Ellen Lax
Ellen Lax (* 27. August 1885 in Minden; † nach 1974) war eine Industriephysikerin, die durch die Publikation des dreibändigen Tabellenwerks Taschenbuch für Chemiker und Physiker zusammen mit Jean D’Ans bekannt wurde. Der erste Band erschien erstmals 1943, bis heute wird der sogenannte D'Ans-Lax weitverbreitet als Nachschlagewerk für die Laborarbeit verwendet. Auch an dem Landolt-Börnstein-Tabellenwerk arbeitete sie mit.

## Leben
Ellen Lax wuchs in einem wohlhabenden Elternhaus in Minden auf, ihr Vater war als Fabrikant biochemischer Produkte und Kaufmann tätig. Sie schloss die höhere Töchterschule ab und machte 1910 mit 25 Jahren ein Spätabitur. Anschließend studierte sie in Berlin und promovierte 1919 bei Walther Nernst über elektrische Leitfähigkeit unter Druck. Durch den Ersten Weltkrieg war ihr Studium bis 1918 unterbrochen worden, in dieser Zeit war sie als Röntgen- und Operationssaalschwester sowie als Bakteriologin und Laborantin tätig.

## Wissenschaftliche Tätigkeit
Kurz nach ihrer Promotion begann sie 1919 für Osram in Berlin zu arbeiten.
In Zusammenarbeit mit Marcello Pirani entwickelte sie 1925 bei der Osramgesellschaft in Berlin zwei Verfahren zur Herstellung der Innenmattierung von Glühbirnen, die 1927 der Firma Osram erteilt wurden. 1934 publizierte sie einen ausführlichen Beitrag zu Lichttechnik. Bis zu der Emigration von Pirani 1936 arbeitete sie in seiner wissenschaftlichen Abteilung, dann begann sie mit der Arbeit an dem Taschenbuch für Chemiker und Physiker für den Springer-Verlag, zu dem sie bereits durch ihre Veröffentlichungen im Handbuch der Lichttechnik in Kontakt gekommen war. 1945 musste sie die Arbeit für den Springer-Verlag unterbrechen und fand eine Anstellung am Institut für Lehrmittelforschung der Pädagogischen Fakultät an der Humboldt-Universität. 1950 setzte sie die Arbeit an dem Tabellenwerk für den Springer-Verlag fort. Sie trug auch zum Handbuch der Physik bei.